# Séminaire de formation des maîtres de Jyväskylä
Le Séminaire de formation des maîtres de Jyväskylä (finnois : Jyväskylän seminaari) est historiquement la première école normale fondée en Finlande,.

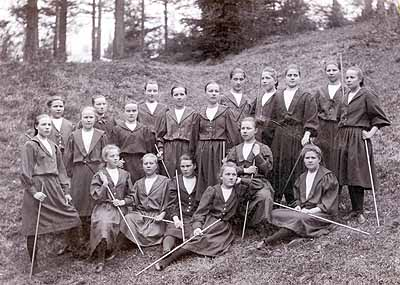
Le programme du séminaire comprenait l'éducation physique. Des séminaristes en 1897.

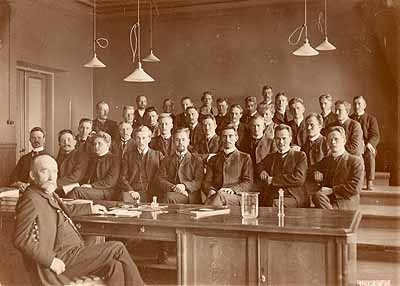
Des séminaristes au début des années 1900.

## Histoire
Le séminaire est fondé en 1863 à Jyväskylä sur une colline appelée depuis Seminaarinmäki.
Le premier directeur du séminaire est Uno Cygnaeus.
Le séminaire est ouvert à Jyväskylä pour sa position centrale en Finlande.
Jyväskylä avait aussi le premier lycée de garçons (1858) et le premier  lycée de filles (fi) (1864) en langue finnoise.
Le séminaire fermera en 1938, quand l'école supérieure pédagogique de Jyväskylä fondée en 1934 accueillera la formation des maîtres.
Johan Ferdinand Canth (fi), professeur du séminaire, épouse en 1865 son étudiante Minna Johnsson.

## Anciens étudiants du séminaire
Au fil du temps, le séminaire a formé plus de 4 500 étudiants.
Parmi ceux-ci, citons :
Einari Vuorela, Johannes Linnankoski, Urho Karhumäki, Otto Kotilainen, Martti Korpilahti, Minna Canth, Anni Swan, Immi Hellen, Helmi Auvinen, Isa Asp, Lydia Lagus, Lea Piltti, Lucina Hagman et Emma Irene Åström.